# Heinz Strehl
Pour les articles homonymes, voir Strehl.
Heinz Strehl (né le 20 juillet 1938 à Kalchreuth en Allemagne et mort le 11 août 1986) était un joueur international de football allemand.

## Biographie
Avec un titre en Bundesliga avec le 1. FC Nuremberg en 1968, Heinz Strehl est l'un des buteurs les plus prolifiques de l'Allemagne de l'Ouest dans les années 1960 et fait ses débuts internationaux avec l'équipe de RFA lors d'une victoire contre la Yougoslavie le 30 septembre 1962, où il inscrit un coup du chapeau entre la 23 et la 62e minute (15e coup du chapeau le plus rapide de l'histoire du football ouest allemand).
Strehl fait partie de l'effectif de Sepp Herberger qui dispute la coupe du monde 1962, où il ne joue pas un seul match. Il inscrit son 4e but international au printemps 1965 contre Chypre (5-0) lors du dernier match de qualifications de son équipe pour le mondial 66.
À l'origine attaquant central, la carrière internationale de Strehl est effacée par Uwe Seeler qui jouait au même poste, ce qui le faisait jouer seulement lorsque Seeler ne pouvait pas jouer.
En tant que joueur, il était réputé pour sa grande vision de jeu et de passes. En plus du championnat de 1968, Strehl remporte le championnat de l'Ouest en 1961 et la coupe de l'Ouest en 1962.
Après une blessure au ménisque en 1970, Strehl prend sa retraite de joueur professionnel. Il joue ensuite en tant qu'entraîneur-joueur pour le FC Schwaig jusqu'en 1973.
À 48 ans, Heinz Strehl décède le 11 août 1986, d'une attaque cardiaque.

## Records
- Strehl inscrit 76 buts pour le 1. FC Nuremberg en Bundesliga et est toujours le meilleur buteur du club.